# Platylecanium nepalense
Platylecanium nepalense är en insektsart som beskrevs av Sadao Takagi 1975. Platylecanium nepalense ingår i släktet Platylecanium och familjen skålsköldlöss.
Artens utbredningsområde är Nepal. Inga underarter finns listade i Catalogue of Life.